# Marc de Maar
Marc de Maar (født 15. februar 1984) er en tidligere professionel cykelrytter fra Curaçao. Han har været national mester i linjeløb og enkeltstart i Curaçao.